# Helmuth Wernicke
Helmuth Wernicke (* 21. März 1909 in Berlin; † 14. November 1994 ebendort) war ein deutscher Pianist, Sänger, Komponist, Arrangeur und Bandleader, der sich sowohl im Jazz als auch im Schlager und Easy Listening betätigte.

## Leben und Wirken
Wernicke arbeitete ab den späten 1920er-Jahren als Pianist in Berlin u. a. mit John Abriani/Al Bowlly („My Blue Heaven“ und „My Regular Gal“, Aufnahmen für Homocord), 1930 als „Refrainsänger“ bei Efim Schachmeister, mit dem er die humoristische Nummer Stotterer Fox einspielte. Begleitet von Schachmeisters Orchester coverte er außerdem 1929 den populären Schlager „Am Sonntag will mein Süßer mit mir segeln geh’n“ (alias Karkoff-Orchester; Derby #5651).
In den 1930er-Jahren arbeitete Wernicke u. a. mit Billy Bartholomew (Aufnahmen für Tri-Ergon), ab 1935 in Heinz Wehners Telefunken-Swing Orchester. Unter eigenem Namen spielte er 1939 für Imperial ein Potpourri („Schlagermelodien“) ein; 1939 arbeitete er bei Franz Thon mit seinem Tanzrhythmikern, Willy Berking und vom November 1939 bis 1943 im Tanzorchester von Michael Jary, 1941 trat er in Bukarest als Begleiter von Trude Hesterberg auf. Um 1940 begleitete er Horst Winter („Ja, das ist meine Melodie“, Tempo #5102).
In den Nachkriegsjahren trat Wernicke in Berliner Nachtclubs auf; so spielte er bei Eddie Unger und seinen Solisten („Mundharmonika-Eddie“, Odeon); ferner nahm er für Amiga auf („Melancholie“). Ab 1947 arbeitete er als Pianist und Arrangeur bei Kurt Hohenberger. 1948 wirkte er bei Rex Stewarts Hot Club Berlin Session mit („Linden Blues“). 1950 war er (u. a. mit Kurt Drabek, Horst Kudritzki und Erwin Lehn) Mitbegründer der Vereinigung Deutscher Musik-Bearbeiter e. V., eines Verbands der Arrangeure. Anfang der 1950er-Jahre nahm er erneut unter eigenem Namen für Polydor („September in the Rain“, Duo mit Ladi Geisler), Philips und Electrola („Swing Parade“ und „Ich hör so gern Musik“) auf und leitete die RIAS-Hauskapelle. ferner spielte er mit Frank „Big Boy“ Goudie und 1951–54 bei Walter Dobschinski. Im Bereich des Jazz war er zwischen 1928 und 1954 an 84 Aufnahmesessions beteiligt.
Wernickes wohl bekanntester Song war „Das Fräulein Gerda“, zu dem Eric Plessow (alias Ewald Walter) den Liedtext schrieb; der Schlager wurde u. a. von Peter Igelhoff, Rudi Schuricke, Will Glahé, in späteren Jahren von Künstlern wie Billy Mo, den City-Singers (mit dem Ballhaus-Orchester Kurt Beyer, Amiga) und Max Raabe gecovert. Ferner komponierte er die Titel „Golfstrom“, „Eine kleine Uhr in meinem Herzen“ (mit Hans Fritz Beckmann), „Einmal so, einmal so“ (mit Carl Ulrich Blecher), „Calypso Cubana“ (mit Harry Frank und Ferry Wiedner), „Ich will dich immer, immer lieben“, „Heute abend reite ich zu Rosmarie“, „Soll denn das so weitergeh'n?“ und „Wolgawellen“ (mit Gerhard Winkler und Michael Jary), z. T. humoristische Nummern und Parodien; so präsentierte Wernicke im Theater des Westens seine Version des Walzers „Wiener Bluts“ von Johann Strauss (Sohn). Ferner schrieb er eine Reihe von Arrangements, wie „im Album des Lebens“.

## Diskographische Hinweise

### Einspielungen seiner Kompositionen
- Egon Kaiser Tanz-Orchester mit Refraingesang: Kurt Mühlhardt: Das Fräulein Gerda (Grammophon 1938, #2799 B)
- Peter Igelhoff: Das Fräulein Gerda (Electrola 1938, EG 6432)
- Orchester Corny Ostermann (Gesang: Rudi Schuricke): Das Fräulein Gerda (Kristall 3735)
- Orchester Will Glahé: Das Fräulein Gerda  (Electrola 1938, #6453)
- Emanuel Rambour mit Ludwig Bernauer: Das Fräulein Gerda (Tempo 1938, #1334)
- Orchester Joe Bund, Gesang: Wilfried Sommer: Eine kleine Uhr in meinem Herzen (Gloria 1939,  #GO 41284)
- Fud Candrix, Tony Jongenelen: Eine kleine Uhr in meinem Herzen (Telefunken 1939, #A2885)
- Theo Reuter: Wolgawellen (Schallplatten Volksverband 1940, #M1840)
- Michael Jary mit seinem Kammer-Tanzorchester: Golfstrom (Odeon, ca. 1939, #12538) Gesang: Die Metropol-Vokalisten
- Michael Jary: Wolgawellen (Odeon 1940, #31642)
- Heinz Becker mit seinen Solisten: Einmal So, Einmal So (Amiga, A1344) Gesang: Werner Schöne

### Aufnahmen unter eigenem Namen
- Helmut Wernicke mit seinem Orchester, Gesang Ruth Zillger: Ich hör‘ so gern Musik (Electrola 1949, #0RA 6335-2-1)[17]
- Helmuth Wernicke & Jose Gea: Berlin: Hilton-Hotel (Philips) (LP, um 1965)

## Lexikalischer Eintrag
- Jürgen Wölfer: Jazz in Deutschland. Das Lexikon. Alle Musiker und Plattenfirmen von 1920 bis heute. Hannibal, Höfen 2008, ISBN 978-3-85445-274-4.